# Intel Memory Pipeline
Intel Memory Pipeline è una tecnologia sviluppata da Intel per migliorare le prestazioni generali di un sistema basato su processore Pentium 4 Prescott, Pentium 4 EE, Pentium D o Pentium EE Smithfield, Core 2 Duo Conroe. Viene supportata a partire dal chipset i955X e consiste in un pipelining evoluto della memoria RAM per ottimizzare l'utilizzo di ciascun canale (quando vengono installati due banchi in configurazione dual channel), accelerando i trasferimenti di dati tra il processore e la memoria di sistema e quindi le prestazioni generali.